# Empire Pandya
VIe siècle av. J.-C. – 1345
La dynastie Pândya est une ancienne dynastie tamoule d'Inde méridionale, qui a participé à la bataille de Kurukshetra sous le règne de Sarangadwaja, également appelé Malayadwaja. Il n'est pas clair si le Pândya était lié ou non au Pandava du nord de l'Inde.
La capitale était Madurai sur les berges du fleuve Kritamala,, plus connu sous le nom de Vaigai.
Les royaumes de Pândya, de Chola et du Kerala sont  mentionnés dans les littératures tamoule et sanskrite (Râmâyana, Mahabharata, Purana et Veda).

## Sources

### Écrits hindouistes
Les royaumes de Pândya, de Chola et du Kerala sont régulièrement mentionnés dans les littératures tamoule et sanskrite : 
- Râmâyana, épopée légendaire, composé entre le IIIe siècle av. J.-C. et le IIIe siècle
- Mahabharata, épopée mythico-historique, composé au Ier siècle av. J.-C., contant des hauts faits qui se serait déroulé entre le 2 et 1er millénaire av. J.-C
- Purana, encyclopédie légendaire composé de 18 tomes majeurs entre le Ier siècle et le Xe siècle
- Veda, textes transmis oralement depuis le 2ème millénaire av. J.-C

Ces écrits sont composés de chants et de vers légendaires, incluant les dieux de l'hindouisme, tel que Shiva et Vishnou.

### Sites archéologiques

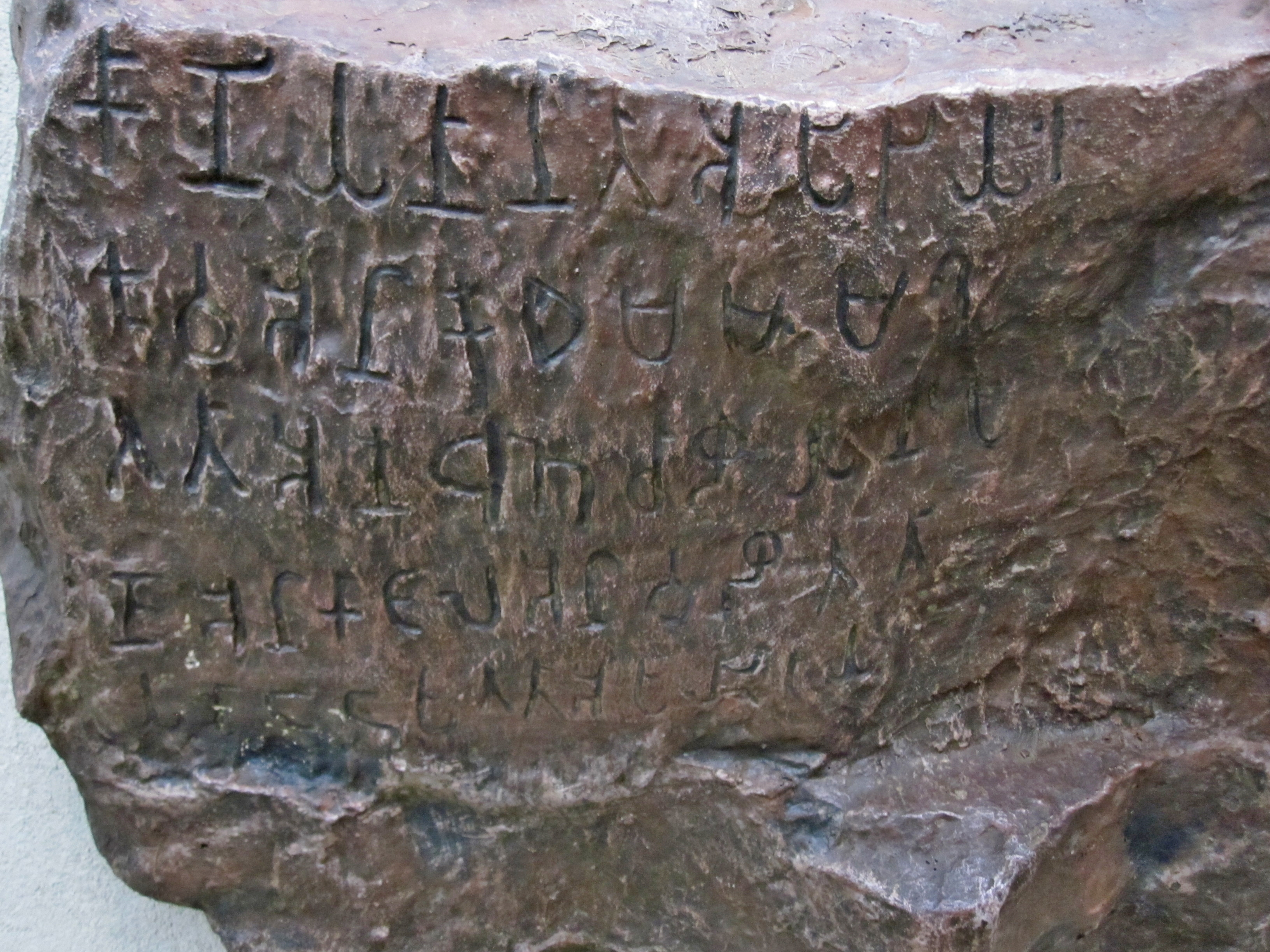
Inscriptions sur rocher dans le village de Mangulam (à).

Des écrits sur rocher en langue Tamil-Brahmi découverts dans le village de Mangulam (en), près de Madurai, sont estimés dater des 3e et 2e siècles avant notre ère.
Leur texte mentionne le premier roi de Pandya, Nedunjeliyan I (en), mais aussi que les rois Kadalan et Izhanchadikan sont antérieures à d'autres tels que Talaiyanganam Nedunjelyan (en) et Palyaga-salai Mudukudimi Peruvaludi.

### Écrits étrangers
Les pandyas sont mentionnés dans les écrits de l'empereur Ashoka de la Dynastie maurya. Dans ses inscriptions (2e et 13e édit majeur sur la roche), Asoka fait référence aux peuples du sud de l'Inde - les Chodas, les Keralaputras, les Pandyas et les Satiyaputras. Ces régimes, bien que ne faisant pas partie de l'empire Maurya, étaient en bons termes avec Ashoka.